# Cyrtogrammus sumatranus
Cyrtogrammus sumatranus là một loài bọ cánh cứng trong họ Cerambycidae.